# Герб комуни Кліппан
Герб комуни Кліппан (швед. Klippans kommunvapen) — символ шведської адміністративно-територіальної одиниці місцевого самоврядування комуни Кліппан. 

## Історія
Герб було розроблено для торговельного містечка (чепінга) Кліппан. Отримав королівське затвердження 1961 року.     
Після адміністративно-територіальної реформи, проведеної в Швеції на початку 1970-х років, муніципальні герби стали використовуватися лишень комунами. Цей герб був 1971 року перебраний для нової комуни Кліппан.
Герб комуни офіційно зареєстровано 1974 року.

## Опис (блазон)
Щит скошений праворуч срібним вістрям з хвилястим верхнім краєм на синє горішнє та чорне нижнє поля.

## Зміст
Синє символізує небо. Хвиляста срібна смуга означає річку Ренне, а також місцеву паперову фабрику. Чорне поле уособлює урвище, що є називним символом і вказує на назву комуни (швед. klippa= кліф, урвище).     